# Pisulia albimaculata
Pisulia albimaculata är en nattsländeart som beskrevs av Stoltze 1989. Pisulia albimaculata ingår i släktet Pisulia och familjen Pisuliidae. Inga underarter finns listade i Catalogue of Life.